# Tropaan
Tropaan is een bicyclische amine. De tropaanstructuur is een onderdeel van de molecuulstructuur van de tropaanalkaloïden, onder meer cocaïne, scopolamine en atropine vanwaar de naam tropaan is afgeleid. Deze worden geïsoleerd uit planten van de familie Erythroxylaceae (bijvoorbeeld coca) en de nachtschadefamilie (bijvoorbeeld Atropa). Andere (synthetische) tropaanderivaten vertonen ook een effect op het centraal zenuwstelsel, en worden gebruikt als synthetische drug of als geneesmiddel voor de behandeling van bijvoorbeeld depressie, ADHD, de ziekte van Parkinson, cocaïneverslaving, en andere aandoeningen die verband houden met het centraal zenuwstelsel.